# Foxtrot
Foxtrot este numele unui dans, nume care vine de la inventatorul acestui dans, actorul Harry Fox. Dansul a apărut în 1914, și a fost dezvoltat ulterior de soții Vernon și Irene Castle.